# Chiến tranh Tám Mươi Năm
Chiến tranh Tám mươi Năm hay còn được gọi là Chiến tranh giành Độc lập Hà Lan (1568–1648) là một cuộc nổi dậy của mười bảy tỉnh chống lại Felipe II của Tây Ban Nha, người cai trị Hà Lan thuộc Nhà Habsburg.
Trong giai đoạn đầu, Felipe II triển khai quân đội của mình và đập tan quân phiến loạn và giành lấy lại quyền kiểm soát tại hầu hết các tỉnh nổi dậy. Tuy nhiên, dưới sự lãnh đạo của Willem xứ Orange, các tỉnh miền Bắc tiếp tục kháng cự và đánh bại quân đội của hoàng tộc Habsburg, và thành lập Cộng hòa của bảy tỉnh Hà Lan. Sau đó cuộc chiến tiếp tục diễn ra, mặc dù cương thổ của họ không còn bị đe dọa. Chiến tranh kết thúc năm 1648 với việc Hòa ước Münster được ký kết, và nước Cộng hòa Hà Lan được chính thức công nhận là quốc gia độc lập.

## Nguyên nhân bùng nổ
Thời trung đại, lãnh thổ Hà Lan bị chia thành một số lãnh địa phong kiến, một số thuộc Pháp, một số thuộc Đức. Cuối thế kỷ mười lăm, họ Habsburg đã giành quyền cai tri trên toàn vùng đất này. Lúc Carlos I của Tây Ban Nha còn sống, vùng đất Hà Lan vẫn còn nắm một vị trí nhất định, nhưng khi Felippe II lên ngôi, Hà Lan được xem như một lãnh địa phụ thuộc chặt chẽ vào Tây Ban Nha. Mọi quyền hành trong nước đều nằm trong tay toàn quyền Tây Ban Nha là Marguerite và viên phụ chính là Hồng y Granvella.
Trên lãnh vực tôn giáo, Tây Ban Nha đã thi hành một chính sách đàn áp tôn giáo khốc liệt, đặc biệt là Tân giáo. Các hệ phái Tin Lành phát sinh từ cuộc Cải cách đều bị cấm đoán, bao gồm phong trào Lutheran của Martin Luther, phong trào Anabaptist của Menno Simons và tư tưởng Cải cách của Jean Calvin. Chính quyền Tây Ban Nha đã lập ra tòa án tôn giáo ở Hà Lan để xét xử các tín đồ theo đạo Tin Lành. Tuy chính quyền ban hành các sắc lệnh cấm đạo và những cuộc hành hình ngày càng nhiều, nhưng số người theo Tin Lành ngày càng đông.

## Cuộc chiến tranh giành độc lập của người Hà Lan
Một vài thành viên trong Hội đồng Hà Lan dưới do dưới Willem Người im lặng và Bá tước xứ Egmond và Hoorn phản đối những thay đổi này một cách quyết liệt và đã tạo sức ép trước Granvelles khiến ông này phải từ chức năm 1564. Trong một bức thư kiến nghị, phe chống đối (tự gọi mình là "Geusen", dịch nghĩa là: "Ăn mày") yêu cầu Nữ Thống đốc Margherita của Parma chấm dứt triệt để các hoạt động đàn áp người Tin Lành và đóng cửa toà án dị giáo cũng như khôi phục lại sự tự do giai cấp.
Phong trào chống Tây Ban Nha đạt đến đỉnh điểm đầu tiên của nó trong cùng năm đó khi các tín hữu Calvin đập phá tượng thánh. Đối mặt với tình huống này, vua Felipe buộc phải dừng lại các hoạt động của Tòa thẩm tra tôn giáo, nhưng lại bổ nhiệm cho Bá tước xứ Alba, Fernando Álvarez de Toledo, là Tân thống đốc của Hà Lan, và hạ lệnh cho ông nay dẫn binh lính Tây Ban Nha sang đàn áp quân nổi dậy. Nhờ sự hỗ trợ của một Toà án đặc biệt, sử gọi là "Toà án máu Bruxelles", Alba đã có thể đàn áp phe nổi dậy. Hơn 6000 người chống đối đã bị hành hình, trong đó bao gồm cả Bá tước xứ Egmond và Hoorn. Cùng năm đó, Alba đã đánh bại quân đội Hà Lan của Willem I.
Tuy nhiên, bằng những hành động khinh suất, tự ý của mình, Alba đã kích động những cuộc nổi loạn mới của người Hà Lan. Trước đó, các cuộc nổi dậy thường chỉ nằm trong phạm vi địa phương và thường thiếu định hướng, nhưng nay đã lan rông ra quy mô toàn quốc.
Thánh Bộ Tòa án Dị giáo Tối cao của Rôma và Hoàn vũ dưới Giáo hoàng Piô V ra sắc lệnh vào 16 tháng 2 năm 1568, khép hơn 3 triệu người Hà Lan vì dị giáo vào tội chết và chỉ loại bỏ một số người đã nêu tên ra khỏi đó. 10 ngày sau, vua Tây Ban Nha Felipe II đã xác nhận lệnh này của Tòa án Dị giáo Rôma và ra lệnh cho việc thi hành án tử hình.